# Luisa di Anhalt-Dessau (1631-1680)
Luisa di Anhalt-Dessau (Dessau, 10 febbraio 1631 – Oława, 25 aprile 1680) è stata una nobildonna tedesca.

## Biografia

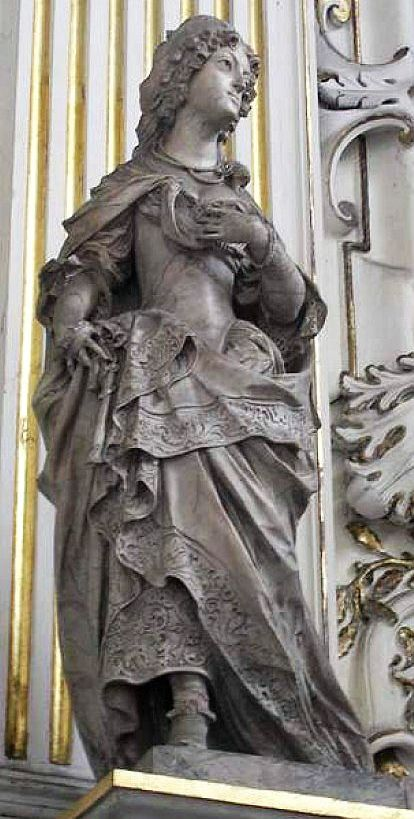
Statua in alabastro di Luisa nel mausoleo dei Piast

Luisa nacque a Dessau nel 1631, come quintogenita di Giovanni Casimiro di Anhalt-Dessau e di Agnese d'Assia-Kassel.
Il 24 novembre del 1648 sposò il duca Cristiano di Legnica-Brieg. Il drammaturgo Daniel Casper von Lohenstein le dedicò l'opera Agrippina (1665).
Alla morte del marito, nel 1672, dovette assumere la reggenza dei suoi ducati in nome del secondogenito Giorgio Guglielmo, che aveva soltanto undici anni. Tuttavia, l'insoddisfazione per la reggenza di Luisa portò alla dichiarazione anticipata della maggiore età di suo figlio, nel 1675, che però morì in quello stesso anno.
Luisa, che aveva la sua residenza vedovile a Oława, ordinò nel 1677 la costruzione di un mausoleo per la sua famiglia all'interno della chiesa di San Giovanni Battista di Legnica.
Morì nel 1680 a Oława.

## Discendenza
Luisa di Anhalt-Dessau e Cristiano di Legnica-Brieg ebbero due figlie e due figli:
- Carolina (1652-1707), con il marito Federico di Schleswig-Holstein-Sonderburg-Wiesenburg ebbe un figlio;
- Luisa (28 luglio 1657 - 6 febbraio 1660):
- Giorgio Guglielmo (1660-1675);
- Cristiano Luigi (15 gennaio 1664 - 27 febbraio 1664).

## Ascendenza
|                                     |                             |                                          | Genitori                          |  |  | Nonni |  |  | Bisnonni                     |  |  | Trisnonni                    |  |
|                                     |                             |                                          |                                   |  |  |       |  |  | Gioacchino Ernesto di Anhalt |  |  | Giovanni IV di Anhalt-Zerbst |  |
|                                     |                             |                                          |                                   |  |  |       |  |  | Gioacchino Ernesto di Anhalt |  |  | Giovanni IV di Anhalt-Zerbst |  |
|                                     |                             | Margherita di Brandeburgo                |                                   |  |  |       |  |  | Gioacchino Ernesto di Anhalt |  |  |                              |  |
| Giovanni Giorgio I di Anhalt-Dessau |                             |                                          |                                   |  |  |       |  |  | Gioacchino Ernesto di Anhalt |  |  |                              |  |
|                                     |                             | Agnese di Barby-Mühlingen                | Volfango I di Barby-Mühlingen     |  |  |       |  |  |                              |  |  |                              |  |
|                                     |                             | Agnese di Barby-Mühlingen                | Volfango I di Barby-Mühlingen     |  |  |       |  |  |                              |  |  |                              |  |
|                                     |                             | Agnese di Barby-Mühlingen                | Agnese di Mansfeld                |  |  |       |  |  |                              |  |  |                              |  |
| Giovanni Casimiro di Anhalt-Dessau  |                             | Agnese di Barby-Mühlingen                |                                   |  |  |       |  |  |                              |  |  |                              |  |
|                                     |                             | Giovanni Casimiro del Palatinato-Simmern | Federico III del Palatinato       |  |  |       |  |  |                              |  |  |                              |  |
|                                     |                             | Giovanni Casimiro del Palatinato-Simmern | Federico III del Palatinato       |  |  |       |  |  |                              |  |  |                              |  |
|                                     |                             | Giovanni Casimiro del Palatinato-Simmern | Maria di Brandeburgo-Kulmbach     |  |  |       |  |  |                              |  |  |                              |  |
| Dorotea del Palatinato-Simmern      |                             | Giovanni Casimiro del Palatinato-Simmern |                                   |  |  |       |  |  |                              |  |  |                              |  |
|                                     |                             | Elisabetta di Sassonia                   | Augusto I di Sassonia             |  |  |       |  |  |                              |  |  |                              |  |
|                                     |                             | Elisabetta di Sassonia                   | Augusto I di Sassonia             |  |  |       |  |  |                              |  |  |                              |  |
|                                     |                             | Elisabetta di Sassonia                   | Anna di Danimarca                 |  |  |       |  |  |                              |  |  |                              |  |
| Luisa di Anhalt-Dessau              |                             | Elisabetta di Sassonia                   |                                   |  |  |       |  |  |                              |  |  |                              |  |
|                                     | Guglielmo IV d'Assia-Kassel | Filippo I d'Assia                        |                                   |  |  |       |  |  |                              |  |  |                              |  |
|                                     | Guglielmo IV d'Assia-Kassel | Filippo I d'Assia                        |                                   |  |  |       |  |  |                              |  |  |                              |  |
|                                     | Guglielmo IV d'Assia-Kassel | Cristina di Sassonia                     |                                   |  |  |       |  |  |                              |  |  |                              |  |
| Maurizio d'Assia-Kassel             | Guglielmo IV d'Assia-Kassel |                                          |                                   |  |  |       |  |  |                              |  |  |                              |  |
|                                     |                             | Sabina di Württemberg                    | Cristoforo di Württemberg         |  |  |       |  |  |                              |  |  |                              |  |
|                                     |                             | Sabina di Württemberg                    | Cristoforo di Württemberg         |  |  |       |  |  |                              |  |  |                              |  |
|                                     |                             | Sabina di Württemberg                    | Anna Maria di Brandeburgo-Ansbach |  |  |       |  |  |                              |  |  |                              |  |
| Agnese d'Assia-Kassel               |                             | Sabina di Württemberg                    |                                   |  |  |       |  |  |                              |  |  |                              |  |
|                                     |                             | Giovanni VII di Nassau-Siegen            | Giovanni VI di Nassau-Dillenburg  |  |  |       |  |  |                              |  |  |                              |  |
|                                     |                             | Giovanni VII di Nassau-Siegen            | Giovanni VI di Nassau-Dillenburg  |  |  |       |  |  |                              |  |  |                              |  |
|                                     |                             | Giovanni VII di Nassau-Siegen            | Elisabetta di Leuchtenberg        |  |  |       |  |  |                              |  |  |                              |  |
| Giuliana di Nassau-Dillenburg       |                             | Giovanni VII di Nassau-Siegen            |                                   |  |  |       |  |  |                              |  |  |                              |  |
|                                     |                             | Maddalena di Waldeck                     | Filippo IV di Waldeck             |  |  |       |  |  |                              |  |  |                              |  |
|                                     |                             | Maddalena di Waldeck                     | Filippo IV di Waldeck             |  |  |       |  |  |                              |  |  |                              |  |
|                                     |                             | Maddalena di Waldeck                     | Jutta di Isenburg-Grenzau         |  |  |       |  |  |                              |  |  |                              |  |
|                                     |                             | Maddalena di Waldeck                     |                                   |  |  |       |  |  |                              |  |  |                              |  |